# Conséquences de la pandémie de Covid-19 sur la politique au Québec
Pour des articles plus généraux, voir Conséquences de la pandémie de Covid-19 et Pandémie de Covid-19 au Québec.
Cet article relate les conséquences de la pandémie de Covid-19 sur la politique au Québec en examinant l'état d'urgence, les mesures prises par l'Assemblée nationale, les projets de loi sur la relance économique (projets de loi 61 et 66), l'aide fédérale et les investissements dans le secteur de l'éducation.

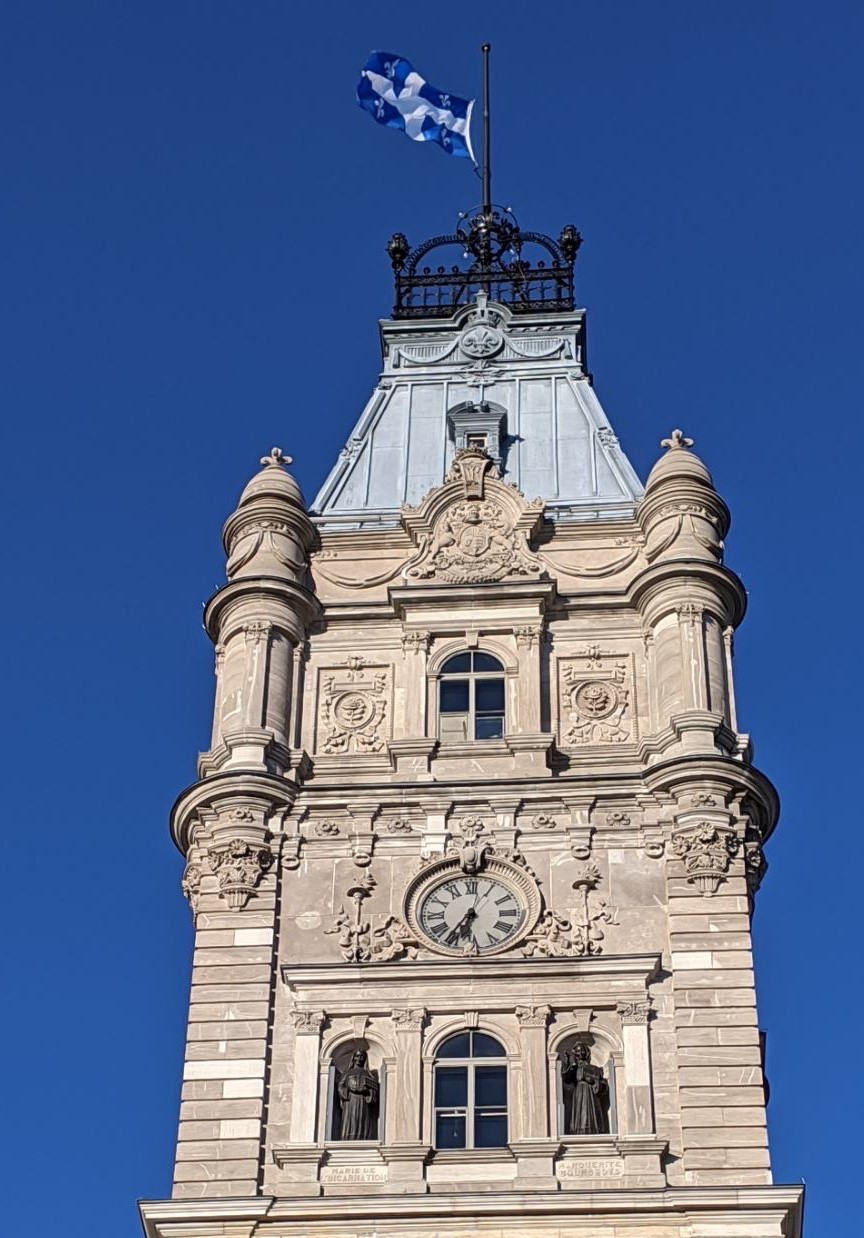
Drapeau du Québec en berne sur l'Assemblée nationale, le 13 mai 2020, en mémoire des victimes de la Covid-19.

## État d'urgence
Le 13 mars 2020, le gouvernement adopte un décret et déclare l'état d'urgence sanitaire, conformément à l'article 119 de la Loi sur la santé publique du Québec. L’état d’urgence permet au gouvernement d’adopter par décrets, sans débats, les mesures qu’il juge nécessaire pour gérer la pandémie. Ses mesures sont directement effectives, court-circuitant le pouvoir législatif de l'Assemblée nationale.
Le décret peut être renouvelé pour d’autres périodes maximales de dix jours ou, avec l’assentiment de l’Assemblée nationale, pour des périodes maximales de 30 jours. Entre mars 2020 et février 2022, le décret est renouvelé par le gouvernement près d'une centaine de fois pour des périodes de 10 jours au moins, ce qui fait que l'état d'urgence est maintenu tout au long de cette période.

## Assemblée nationale
Aucune séance de l'Assemblée nationale du Québec n'a lieu avant le 10 mars 2020.
Le 12 mars 2020, de concert avec les chefs de groupes parlementaires, le président de l'Assemblée nationale, François Paradis, annonce que l'Assemblée nationale suspend l'accès du bâtiment de l'Assemblée nationale aux visiteurs en raison de la Covid-19. Les mesures entrent en vigueur dès le lendemain.
Le 17 mars 2020, les travaux parlementaires sont ajournés jusqu'au mardi 21 avril 2020.
Le 17 avril 2020, Simon Jolin-Barrette, leader parlementaire du gouvernement, annonce la prolongation de la suspension des travaux de l'Assemblée nationale jusqu'au 5 mai. Il y aura cependant des commissions parlementaires virtuelles, une première historique, au cours desquelles les élus pourront poser des questions aux ministres du gouvernement. Ces commissions se tiendront du 24 avril au 1er mai.
Le 13 mai 2020 a lieu la reprise des travaux à l'Assemblée nationale. Seuls 36 des 125 députés peuvent siéger dans le Salon bleu, avec une distance minimale de 2 mètres entre chacun d'eux. Le drapeau du Québec est en berne de l'aube au crépuscule en mémoire des victimes de la pandémie.

## Projet de loi sur la relance économique

### Projet de loi 61
Le 3 juin, le gouvernement Legault dépose le projet de loi 61, un projet de loi omnibus visant à faciliter la relance de l'économie québécoise.  Portant surtout sur l'accélération de 202 travaux d'infrastructure, le projet inclut une mesure allégée d'expropriation et une accélération des consultations populaires du Bureau d'audiences publiques sur l'environnement. Le projet de loi permettrait également au gouvernement de prolonger l'état d'urgence sanitaire aussi longtemps qu'il le désire. Ce projet est salué par le Conseil du patronat, alors que les partis d'opposition craignent les risques de collusion. 
Le projet de loi doit être adopté dans les 10 jours suivant son dépôt, et doit obtenir l'unanimité du parlement en raison de son dépôt tardif. François Legault a indiqué que son gouvernement n'utiliserait pas le bâillon pour le faire adopter par le parlement, quitte à prolonger les travaux parlementaires au-delà du 12 juin, date prévue de la fin de la session parlementaire. 
Les courts délais pour se présenter en commission parlementaire ont été critiqués par les syndicats et ont empêché des joueurs importants, comme la vérificatrice générale et le Barreau du Québec, de participer aux audiences, bien qu'ils aient manifesté leur inquiétude dans les médias, notamment quant au renouvellement automatique de l'état d'urgence sanitaire.
Le 7 juin, 300 personnes se réunissent à Val-David afin de manifester contre le projet de loi 61.
Le 9 juin, le comité de suivi de la commission Charbonneau, ainsi que le Bureau de l’inspecteur général de Montréal soulignent que les modifications prévues dans le projet de loi 61 pourraient voir l'émergence d'un système parallèle, recréant un « environnement extrêmement favorable à la corruption, à la collusion et aux autres malversations ». Devant ces affirmations, François Legault a indiqué ne pas s'inquiéter de la corruption dans son parti, son équipe comptant sur l'ex-procureure en chef de la commission Charbonneau, la ministre de la Justice Sonia LeBel, de même que plusieurs comptables agréés, tel que le ministre du Trésor Christian Dubé. Le même jour, le gouvernement met en place un site web pour « séparer la fiction des faits ».
L'article 50 est l'objet de plus de critiques. Il permettrait au gouvernement de déroger à la Loi sur les contrats des organismes publics (LCOP), afin d'accorder des contrats de gré à gré, c'est-à-dire sans appel d'offres public. Les trois partis d'opposition et le député indépendant Guy Ouellette demandent l'abandon de ces pouvoirs extraordinaires.
À la suite des critiques, le président du Conseil du trésor Christian Dubé propose de faire des concessions sur plusieurs aspects du projet de loi 61, soient ceux dans l'article 50, (restreindre les pouvoirs discrétionnaires accordés au gouvernement, et revoir l'état d'urgence sanitaire à tous les 6 mois), ceux de l'article 51, permettant au gouvernement d'échapper à toute poursuite judiciaire, de même que d'autres amendements concernant la protection des milieux humides.
Malgré les concessions du gouvernement, les différents partis n'arrivent pas à une entente et la session parlementaire prend fin sans que le projet de loi ne soit adopté. Les mesures législatives contenues dans ce projet de loi ne pourront donc être adoptées avant la reprise des travaux parlementaires le 15 septembre.
Le 19 août, la présidente du Conseil du trésor, Sonia LeBel, annonce que le gouvernement abandonne le projet de loi 61, et déposera une nouvelle version de ce projet à la rentrée parlementaire de septembre. Le nouveau projet de loi sera plus ciblé et inclura des contrepoids qui devraient répondre aux critiques qui avaient été faites à ce propos dans le projet de loi 61. Les partis d'opposition soulignent que cet abandon révèle l'improvisation du gouvernement Legault, et que ce projet de loi était abusif.

### Projet de loi 66
Le 23 septembre 2020, la présidente du Conseil du trésor, Sonia LeBel, présente le projet de loi 66, une version améliorée du projet 61 qui tient compte des critiques qui ont été faites. Le projet vise toujours à accélérer les projets d'infrastructures, ceux-ci passant de 202 à 181 projets. La liste est cependant fermée, contrairement à la précédente, et ne pourra pas faire l'objet de projets additionnels. 
Les processus d'évaluations environnementales sont accélérés, ce qui suscite l'inquiétude des groupes environnementaux québécois, et il est possible de soustraire les projets de la Loi sur l'aménagement et l'urbanisme. Le projet de loi 66 accorde cependant un rôle à l'Autorité des marchés publics, ce que ne permettait pas le projet de loi 61 ce qui avait suscité de vives critiques. Ce nouveau rôle de l'Autorité des marchés publics (AMP) vise uniquement les 181 projets d'infrastructures et aucun autres chantiers du gouvernement du Québec. Le PDG de l'AMP a demandé que les pouvoirs soient étendues à tous les chantiers et de façon permanente.
Les partis d'opposition, Équiterre et le Centre québécois du droit de l’environnement craignent que les allègements réglementaires en matière d'environnement ne servent de « Cheval de Troie » en vue d'affaiblir à long terme les protections environnementales. Alors que la Fédération des chambres de commerce du Québec appelait justement à en faire un projet pilote, Sonia LeBel, la présidente du Conseil du trésor et porteuse du dossier, se défend de vouloir chevaucher une telle monture.

## Aide fédérale
Au mois de juin, Justin Trudeau indique que le gouvernement fédéral est prêt à dépenser une somme de 14 milliards de dollars pour relancer l'économie canadienne. Les champs de dépense pour ces sommes ne sont pas déterminés, mais le gouvernement du Canada indique que leur identification se fera en collaboration avec les provinces, et que sa distribution sera assortie de conditions,, ce à quoi s'oppose les provinces canadiennes, dont le Québec.
En juillet, devant le front commun des provinces, le gouvernement fédéral bonifie son programme, en le portant à 19 milliards, et assouplit ses demandes. Les provinces n'ont plus à remplir des conditions pour pouvoir profiter des sommes du gouvernement fédéral, mais devront investir dans des secteurs ciblés comme le dépistage de la Covid-19 ou encore l'augmentation du nombre des places en garderies. 
Le détail du financement est donné le lendemain de l'annonce, et révèle que ce sera dans les faits 11 milliards qui seront accordés aux gouvernements provinciaux, une enveloppe de 4,5 milliards étant en fait réservé au gouvernement fédéral pour l'achat de matériel de protection individuel qui sera distribué au Canada. À ce montant s'ajoute 2 milliards d'aide aux municipalités et 1,8 milliard pour le transport en commun, pour un total de 8,3 milliards qui n'iront pas dans les coffres des gouvernements des provinces.

### Éducation
Le 27 août, Justin Trudeau annonce que le gouvernement du Canada versera 2 milliards de dollars aux provinces pour la rentrée scolaire 2020, dont 432 millions pour le Québec. Cet argent devra servir à « adapter les milieux d'apprentissages ». Bien que l'éducation soit un champ de compétences du Québec, et que des provinces ont souligné qu'il s'agit là d'un empiétement du gouvernement fédéral, le gouvernement du Québec quant à lui s'est plutôt réjoui de cet ajout d'argent.